# Bilton (Warwickshire)
Bilton – dzielnica miasta Rugby, w Anglii, w hrabstwie Warwickshire, w dystrykcie Rugby. Leży 23 km na północny wschód od miasta Warwick i 125 km na północny zachód od Londynu. W 2001 miejscowość liczyła 4991 mieszkańców.